# Prophalangopsis obscura
Prophalangopsis obscura är en insektsart som först beskrevs av Walker, F. 1869.  Prophalangopsis obscura ingår i släktet Prophalangopsis och familjen Prophalangopsidae. Inga underarter finns listade i Catalogue of Life.